# Granica austriacko-szwajcarska
Granica austriacko-szwajcarska – granica państwowa pomiędzy Austrią i Szwajcarią o długości 164 kilometrów.
Początek granicy to trójstyk granic Włoch, Szwajcarii i Austrii na górze Piz Lad (2808 m n.p.m.) w Alpach Wschodnich. Następnie granica biegnie w kierunku północnym, przecina dolinę rzeki Inn, dochodzi do masywu Samnaun (Piz Rots 3097 m n.p.m.), tu  przybiera kierunek zachodni i biegnie szczytami Silvretta (Piz Buin 3312 m n.p.m.), dochodzi do pasma  Rätikon (Schesaplana 2965 m n.p.m.) i szczytu Naafkopf (2571 m n.p.m.) gdzie stykają się granice Austrii, Liechtensteinu i Szwajcarii.

Drugi odcinek granicy austriacko-szwajcarskiej biegnie Renem (od styku granic Liechtensteinu, Szwajcarii i Austrii) w kierunku północnym do jeziora Bodeńskiego, do styku granic Austrii, Szwajcarii i Niemiec.
Granica istnieje od 1648 roku (pokój westfalski), ze zmianami w 1719 (powstanie Liechtensteinu) i 1919 - przejęcie Tyrolu Południowego przez Królestwo Włoch (traktat w Saint-Germain-en-Laye).